# Шпарнберг
Германия
Шпарнберг (нем. Sparnberg) — район города Хиршберг (Заале) в Тюрингии, Германия.
Имеет площадь около 333 га и находится на высоте 440 м над уровнем моря. В 2012 году в Шпарнберге проживало около 150 жителей. История этого места связана с его расположением в ГДР на бывшей внутренней границе с Федеративной Республикой Германии.
Занимает излучину Заале справа от реки. Это колено было образовано небольшим хребтом исчезающих юго-восточных сланцевых гор Тюрингии. Федеральная трасса 9 проходит на восток и пересекает долину Заале и реку с мостом Заале в непосредственной близости от Шпарнберга. Территория населённого пункта окружена с запада и севера покрытыми лесом холмами. На юге находится Рудольфштайн, до которого теперь снова можно добраться по мосту. На западе находятся деревни Поттига, а на севере — Гёриц и Лехестен. Город Хиршберг лежит к востоку от правой стороны федеральной автомагистрали.
Маршрутом 721 транспортной компании KomBus Спарнберг связан с основным городом Хиршберг (Заале) и с городом Шлайц.
Мэр — Вольфганг Раух.

## История
Шпарнберг впервые упомянут в документах в 1202 году. Среди жителей того времени известны представители рода Дипольдингер. Название места определило фамилию рода в дальнейшем
Замок Шпарнберг, или старая крепость Шпарнберг, от которой сохранились лишь остатки стен, вероятно, входила в Сорбский рубеж. Карл Великий создал эту пограничную зону между Франкской империей и лужичанами жившими в середине IX века к востоку от империи. В конце IX века Сорбский рубеж утратил свое значение, потому что Франкская империя расширилась дальше на восток. Другая версия происхождения связана с военным противостоянием около 1180 года между императором Фридрихом I Барбароссой и герцогом Генрихом Львом: замки Шпарнберг, Бланкенберг и Хиршберг были построены по приказу императора и служили защитой для имперских владений на востоке. Существует мнение, что фогту Вейда было доверено управление замками верхнего Заале ещё в 1168 году как вассалу императора Фридриха I.
Согласно более поздней теории, территория изначально была прямой императорской вотчиной во владении семьи Райценштайн, которые в XII веке построили замок и назвали себя в честь своего нового поселения. Возможно, первостроителями замка были также лорды Вальдштейна, потомки тех, кто жил в Шпарнберге. Документальных подтверждений обеих теорий нет. Таким образом, происхождение замка Шпанберг скрыто во мраке истории.
В 1302 году рыцарь Ульрих Сак фон Планшвиц, родственник Райценштайнов, приобрёл замок Шпанберг у Генриха, фогта Геры. Петцольд Зак, сын или младший брат Ульриха, унаследовал всё поместье Шпанберг в 1317 году. В документе, подписанном в Праге 13 апреля 1327 года, Петцольд, именующий себя как Сак фон Шпарнберг, идёт под власть богемского короля Иоанна Люксембургского вместе с замком Шпанберг (castrum Sparenbergk), жителями Шпанберга (Gens Sparenbergiorvm) и двумя деревнями Уллерсройт и Блинтендорф (dua villas Vlrichsreut & Plintendorff). В то же время он остался владельцем замка, то есть упомянутая собственность, включая замок Шпарнберг, изначально должна была быть прямым императорским владением. Род Фогтланд-Верхняя Франкония Сак, потомками которого была семья фон Райценштайн, названная по их резиденции, входил в имперскую знать, а также владел замком Эппрехтштайн как императорским феодальным владением.
Шпарнберг имел городские права на протяжении нескольких столетий. Как и когда Шпанберг перешёл в их владение, а затем снова утратил его, не задокументировано. До сих пор сохранилась старая печать с надписью «Sigillum Sparnberg oppidi» (печать города Шпанберг).
По легенде, Шпарнбергеры когда-то накормили чешского короля Вацлава II (правил с 1278 по 1305 год), прежде чем он поехал в Хиршберг и нашёл там укрытие. Из благодарности тот дал в 1302 году и Шпарнбергу, и Хиршбергу городские права и связанные с ними привилегии. Однако это не задокументировано. Согласно другим источникам, Шпарнберг стал торговым городом в 1379 году по указу короля Богемии Вацлава IV.
В списке чешских владений 1372 года можно найти первое упоминание Шпарнберга как города: «Замки и государства Шпаренберг, Карлсвальде, Рейценштайн, Бланкенберг, их население и принадлежность». Это указывает на фактическое предоставление прав первого города чешской короной. Другие версии усматривают основы привилегий Шпарнберга в городском праве Нюрнберга, хотя никаких документальных подтверждений этому также привести нельзя.
В поздней жалобе муниципалитета Шпарнберга указано курфюрсту Саксонии, что «волю с незапамятных времен были предоставлены определенные городские привилегии». В списке деревенских таверн Плауэна от 1609 года упоминается «Sparnbergk, dießer Margk», поскольку Шпарнбергеры описывали свое владение как торговый город. В споре между общиной и местными феодалами в 1659 году прямо говорилось, что они не откажутся от своих торговых и городских привилегий. Самое старое известное изображение Шпарнберга, датируемое примерно 1720 годом, содержит герб города.
В книге 1844 года Шпарнберг снова упоминается как торговый город с 450 жителями, проживающими в 60 домах. Была развита городская торговля и, слабее, сельское хозяйство, а также различные гильдии. Основным занятием было ткачество. Была также небольшая пивоварня, в которой жители, имевшие право варить пиво, по очереди варили его. Пастор Берга проводил церковные службы один раз в воскресенье и дважды во все праздники. В школе было два класса и нанятый кантор. С 1815 года было четыре ежегодных ярмарки различной утвари и скота. Местную власть осуществляли мэр и нескольких советников. Существовал благотворительный фонд для бедных.
С 1815 по 1945 год Шпарнберг принадлежал округу Цигенрюк в провинции Саксония как эксклав и, следовательно, был прусским.
В 1945 году мост через Заале был взорван и проведена граница. С 1945 по 1989 год, в условиях «холодной войны», Шпарнберг существовал в специфических условиях вблизи созданной пограничной зоны между американской и советской сферами влияния.
1989 год был одним из самых важных в новейшей истории Шпанберга. В это время за каждым действием жителей Шпарнберга подозрительно наблюдали представители СЕПГ. Примечателен тот факт, что защитную полосу в Шпарнберге не открывали до декабря 1989 года. До этого можно было попасть в Федеративную Республику Германии, но не в Шпарнберг оттуда.
В 1990 году через Заале был построен временный пешеходный мост. Работы по строительству постоянного моста на месте бывшего крытого деревянного моста начались в 1991 году. В это же время в Шпанберге возникли и первые коммерческие предприятия. 17 сентября 1993 года состоялось торжественное открытие нового моста. По этому случаю Шпанбергеры вместе с Рудольфштайнерами организовали первый фестиваль бриджа, с тех пор он является символом немецкого единства. На историческом первомайском празднике 1 мая 1994 года жители вспомнили времена ГДР, когда с западногерманской стороны снимались обязательные первомайские демонстрации в селе.
В 1994 году компания Шпанберг вошла в состав Hirschberg.

## Достопримечательности
Церковь св. Симона и Фаддея в Шпарнберге, построенная в 1437 году, стоит в долине Заале на склоне холма, на котором когда-то стоял замок. Церковь прямоугольная в плане, со скошенными восточными углами и квадратной западной башней, переходящей в восьмиугольную в верхних этажах. Более поздним дополнением является двухэтажная пристройка к северу от хоровой комнаты. Узкие стрельчатые арочные окна готического стиля.